# Канадские федеральные выборы (1984)
Канадские федеральные выборы 1984 года состоялись в Канаде 4 сентября 1984 года. В результате было выбрано 282 члена 33-го парламента страны. Выиграла выборы прогрессивно-консервативная партия Канады во главе с Брайаном Малруни, которая получила рекордное число мест в парламенте. Официальной оппозицией стала либеральная партия.

## Предвыборная кампания
В начале 1984 года премьер-министр страны и глава либеральной партии Пьер Трюдо ушёл из политики. Учитывая падение популярности либеральной партии, Трюдо не стал ждать 1985 года, до которого парламент оставался легитимным, а 4 июля обратился к генерал-губернатору страны Жанне Сове с просьбой распустить его.
Основной причиной этого послужили опросы, которые показали, что у либералов нет шансов выиграть выборы если их главой останется Трюдо. На его место пришёл Джон Тёрнер, который заявил, что будет баллотироваться на всеобщих выборах, а не на довыборах, что является общепринятой практикой. Тёрнер совершил ряд шагов, которые показали его устаревший подход в политике и жизни.

## Результаты
В результате выборов в парламент страны прошли Прогрессивно-консервативная партия Канады, Либеральная партия Канады, Новая демократическая партия. Кроме того, в выборах принимали участия, но не получили ни одного места в парламенте партия Носорог, Parti nationaliste du Québec, конфедерация регионов, Зелёная партия Канады, либертарианская партия, партия социального кредита, коммунистическая партия Канады, партия содружества.
Либеральная партия потеряла около половины голосов по сравнению с предыдущими выборами, а количество мест в парламенте упало со 135 до 40, один их самых худших результатов партии за историю. К ней вплотную приблизилась новая демократическая партия, сделав рассуждения о двух-партийной системе в Канаде не актуальными.
Прогрессивно-консервативная партия выиграла 211 мест в парламенте, на 3 места побив свой рекорд 1958 года. Они получили большинство в каждой провинции и территории.